# Dremel
Dremel é uma marca de ferramentas originalmente desenvolvidas por Albert J. Dremel, fundador da companhia Dremel em 1932 na cidade de Racine nos Estados Unidos. Atualmente esta empresa é uma subsidiária da Bosch. Suas ferramentas mais conhecidas são as de alta velocidade de rotação para perfurar, cortar, lixar e polir.